# Pine Mountain, Georgia
Pine Mountain är en ort i Harris County i delstaten Georgia, USA.